# Fűfoltok
A Fűfoltok (eredeti cím: All Summers End) 2017-ben bemutatott amerikai filmdráma, melyet Kyle Wilamowski írt és rendezett. A főbb szerepekben Tye Sheridan, Kaitlyn Dever, Austin Abrams, Beau Mirchoff, Paula Malcomson és Annabeth Gish látható.
A Santa Barbara Nemzetközi Filmfesztiválon mutatták be 2017. február 6-án. Magyarországon a TV-ben adták le magyar szinkronnal 2018 májusában.

## Rövid történet
Két tizenéves fiú véletlenül halálos balesetet okoz, de titokban tartják felelősségüket a tragédiával kapcsolatban. Az áldozat azonban egyikük barátnőjének a testvére volt.

## Szereplők
| Színész         | Szerep                                 | Magyar hang     |
| --------------- | -------------------------------------- | --------------- |
| Tye Sheridan    | Conrad Stevens, Hunter legjobb barátja | Ducsai Ábel     |
| Pablo Schreiber | Conrad Stevens idősen                  | Makranczi Zalán |
| Kaitlyn Dever   | Grace Turner, Conrad szerelme          | Pekár Adrienn   |
| Austin Abrams   | Hunter Gorski                          | Bogdán Gergő    |
| Ryan Lee        | Timmy                                  | Boldog Gábor    |
| Paula Malcomson | Mrs. Stevens, Conrad anyja             | Ősi Ildikó      |
| Annabeth Gish   | Mrs. Turner, Grace anyja               | Bertalan Ágnes  |
| Bill Sage       | Mr. Turner, Grace apja                 | Czvetkó Sándor  |
| Beau Mirchoff   | Eric Turner                            | Hamvas Dániel   |